# Wijting
De wijting (Merlangius merlangus) is een straalvinnige vis uit de familie van de kabeljauwen (Gadidae) en de orde van de kabeljauwachtigen (Gadiformes). De vis komt voor in het noordoosten van de Atlantische Oceaan van de Barentszzee en IJsland tot aan Portugal, ook in de Noordzee, Zwarte Zee en in delen van de Middellandse Zee.

## Anatomie
De wijting is gemiddeld 24 cm en kan maximaal 70 cm lang en 3,1 kg zwaar worden. De hoogste geregistreerde leeftijd is 20 jaar. De rug is groenblauw en de flanken van levende vissen zijn zilverkleurig (wit als de vis dood is). Er zit een klein zwart vlekje aan het begin van de borstvin. Er zijn drie rugvinnen met achtereenvolgens 13-16, 18-25 en 19-22 vinstralen, waarbij opvalt dat de eerste twee rugvinnen sterk in grootte verschillen.

## Leefwijze
De wijting is een zoutwatervis die voorkomt in een gematigd klimaat. De soort is voornamelijk te vinden in zeeën, zachtstromend water en rotsachtige wateren. De diepte waarop de soort voorkomt is gewoonlijk 30 tot 100 m onder het wateroppervlak.
De eitjes worden in ondiep water gelegd. De larfjes drijven rond en de jonge vingen verhuizen als ze ongeveer één jaar zijn naar de open zee. De wijting foerageert op modderige, zandige of grindrijke zeebodems. Het dieet van de vis bestaat uit garnalen, krabben, mosselen, andere weekdieren, borstelwormen, inktvissen en visjes.

## Relatie tot de mens
De wijting is voor de beroepsvisserij van groot belang en ook gewild bij zeehengelaars. Door de onzorgvuldige behandeling staan wijtingen op de Nederlandse vismarkt in laag aanzien. Ze worden gebruikt als kattenvoedsel of 'verstopt' in lekkerbekjes. In Frankrijk is het een gewilde consumptievis, die direct vers wordt verkocht en zorgvuldig bereid.
Jonge wijting komt voor in de ondiepe kustwateren van de Lage Landen zoals in de Scheldemonding en de Waddenzee. Deze vissen worden ook gevangen als bijvangst bij de garnalenvisserij. Trends in het voorkomen van de wijting worden sinds 1998 door de stichting ANEMOON met behulp van waarnemingen door sportduikers in de Oosterschelde en het Grevelingenmeer bijgehouden. De soort kan ook worden bezichtigd in grote zee-aquaria.
Wijting komt voor op de rode lijst van Greenpeace en ook de Viswijzer adviseert om geen wijting te kopen die gevangen wordt in de Noordzee of Het Kanaal.